# Seconda Divisione 2010-2011 (Qatar)
La 2010–11 Qatari 2nd Division è stata vinta dall'Al-Jaish Sport Club. Alla competizione hanno preso parte 6 squadre.

## Classifica
|  | Pos. | Squadra      | Pt | G  | V  | N | P  | GF | GS | DR  |
|  | ---- | ------------ | -- | -- | -- | - | -- | -- | -- | --- |
|  | 1.   | Al-Jaish     | 40 | 15 | 13 | 1 | 1  | 48 | 9  | +39 |
|  | 2.   | Al-Shamal    | 30 | 15 | 9  | 3 | 3  | 27 | 11 | +16 |
|  | 3.   | Al-Sailiya   | 22 | 15 | 6  | 4 | 5  | 17 | 28 | -11 |
|  | 4.   | Al-Mesaimeer | 18 | 15 | 5  | 3 | 7  | 25 | 23 | +2  |
|  | 5.   | Al-Markhiya  | 11 | 15 | 2  | 5 | 8  | 19 | 35 | -16 |
|  | 6.   | Al-Mu'aidar  | 5  | 15 | 1  | 2 | 12 | 6  | 36 | -30 |

Legenda:

      Promossa in Qatar Stars League 2011-2012

 Ammessa allo spareggio promozione-retrocessione.

Tre punti a vittoria, uno a pareggio, zero a sconfitta.
La classifica viene stilata secondo i seguenti criteri:
- Punti conquistati
- Playoff (per titolo, partecipazione alle coppe e retrocessione)
- Differenza reti generale
- Reti totali realizzate